# Gatunek pionierski
Gatunek pionierski – gatunek, który dokonuje kolonizacji siedlisk z różnych przyczyn wolnych od roślinności. Organizmy takie (z reguły termin odnosi się do roślin pionierskich) zapoczątkowują sukcesję pierwotną. Są przystosowane do zasiedlania siedlisk ubogich w składniki odżywcze i wodę. Posiadają np. zdolność zatrzymywania wody opadowej lub wiązania azotu atmosferycznego (dzięki symbiozie z bakteriami). Do organizmów pionierskich należy wiele porostów i mchów. Organizmy pionierskie zatrzymują swymi organizmami drobne ziarna skał, a ich obumarłe szczątki użyźniają powstającą w ten sposób glebę. Organizmy pionierskie umożliwiają z czasem kolonizację kolejnym, większym i bardziej wymagającym roślinom.
W leśnictwie mianem gatunków pionierskich określa się gatunki drzew (brzoza, topola osika, sosna, olsza, wierzba iwa) przystosowane do zasiedlania terenów niezalesionych, takich jak: nieużytki rolne, tereny poprzemysłowe, obszary o zniszczonej roślinności w wyniku pożarów, huraganów i działalności człowieka (np. zręby leśne). Gatunki te posiadają szereg cech ułatwiających kolonizację: szybki wzrost, produkcja licznych nasion niewielkich rozmiarów, duże możliwości dyspersji. Mają one małe wymagania w stosunku do żyzności gleby i temperatury otoczenia oraz zazwyczaj duże wymagania świetlne (bardzo dobrze rosną na przestrzeni otwartej - nie uszkadzają ich przymrozki i duża insolacja). Dzięki tym cechom mogą śmiało konkurować o przestrzeń z roślinami zielnymi. Gatunkami tymi są również gatunki wiatrosiewne, czyli anemochoryczne. Ich bardzo małe nasiona opatrzone są zwykle różnego typu skrzydełkami lub włoskami, ułatwiającymi utrzymywanie się w powietrzu.